# Церковь Покрова Пресвятой Богородицы (Черепово)
Церковь Покрова Пресвятой Богородицы — каменный храм-ротонда, в честь Покрова Пресвятой Богородицы. Расположен в селе Черепово Смоленской области. Храм представляет собой обширную двухъярусную ротонду, соединённую трапезной с также двухъярусной колокольней.

## История
Храм был построен на средства помещика З.Я Малышева в 1824-27 годах. В настоящее время от сооружения сохранились лишь руины, занесённые в реестр памятников архитектуры регионального значения.
Богослужения в череповском храме продолжались до 1940 года. По состоянию на 1942 г. была разрушена колокольня и снята кровля. Кроме того, по словам местных жителей, свод храма сильно пострадал во время артобстрелов при отступлении немцев, а наибольший урон был нанесён советским танком, который обстреливал немецкую снайперскую точку. После войны храм несколько раз пытались взорвать, но безуспешно.

## Возрождение
В 2013 году по инициативе епископа Смоленского и Вяземского Исидора принято решение о начале восстановления Храма Покрова Пресвятой Богородицы в селе Черепово.
14 октября 2013 года, в разрушенном храме Покрова Пресвятой Богородицы прошло первое за 73 года молебное пение, собравшее местных прихожан.
В настоящее время в разрушенном храме периодически проводятся церковные Богослужения.
В сентябре-октябре 2021 года информационная поддержка инициативе восстановления храма была оказана на Фестивале документального кино стран СНГ «Евразия.DOC», который ежегодно проводится в Смоленске и Минске.
14 октября 2021 года в праздник Покрова Пресвятой Богородицы рядом с руинами храма протоиереем Романом Свистуном был отслужен праздничный молебен, после которого ктитор храма Валерий Леонов сообщил прихожанам о том, что проектная документация по реконструкции храма Покрова Пресвятой Богородицы успешно прошла Государственную историко-культурную экспертизу и выразил надежду, что вскоре найдутся благотворители и храм будет восстановлен.
7 января 2022 года в Черепово прошёл праздничный Рождественский молебен.
14 октября 2022 года на руинах храма был проведен молебен в честь праздника Покрова Пресвятой Богородицы.

## Фотогалерея

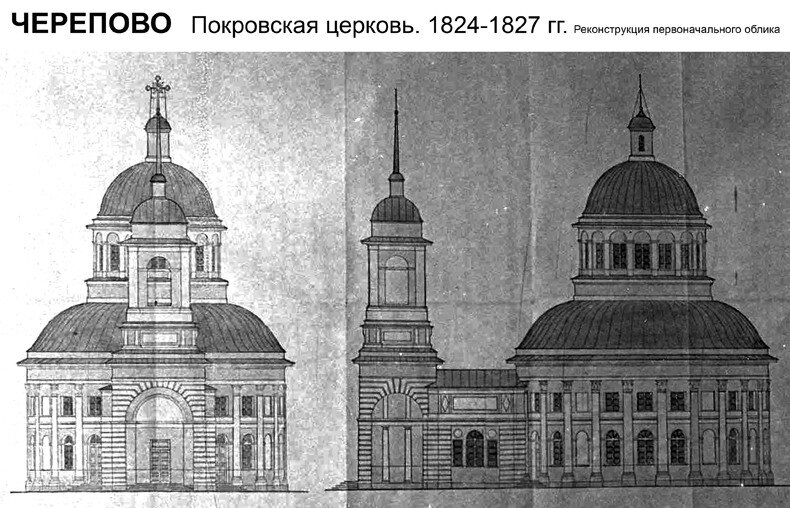
Реконструкция Покровского храма
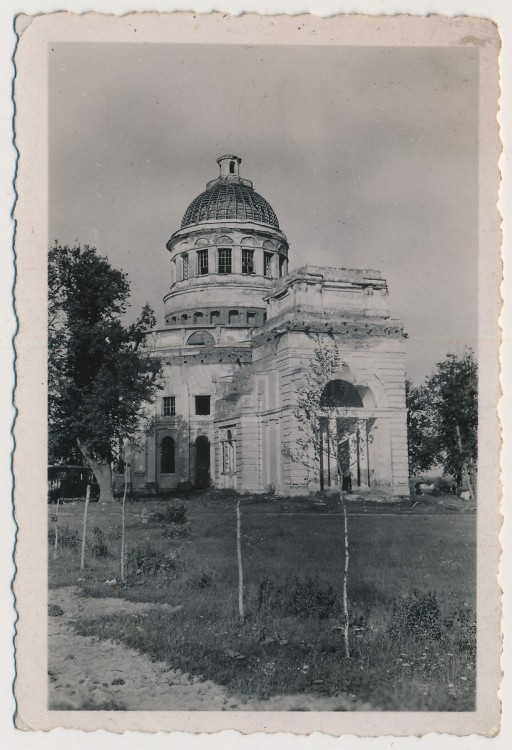
Покровский храм в 1942 г.
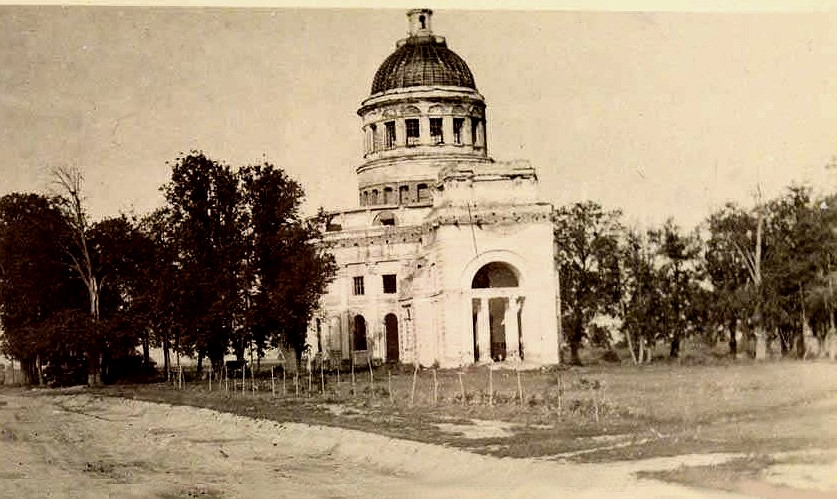
Покровский храм в 1942 г.
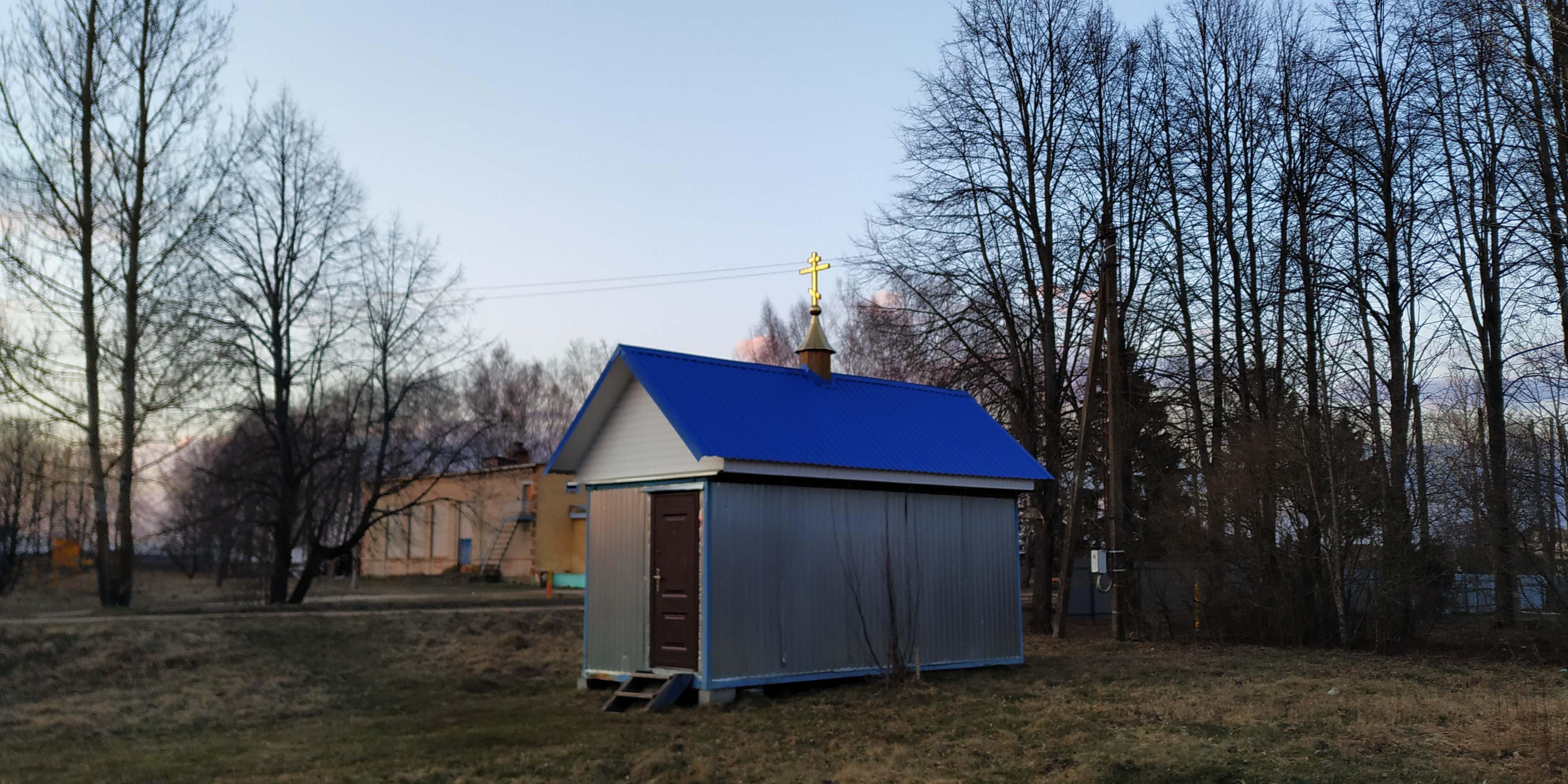
Временный храм-часовня, оборудованный рядом с разрушенным зданием старого храма
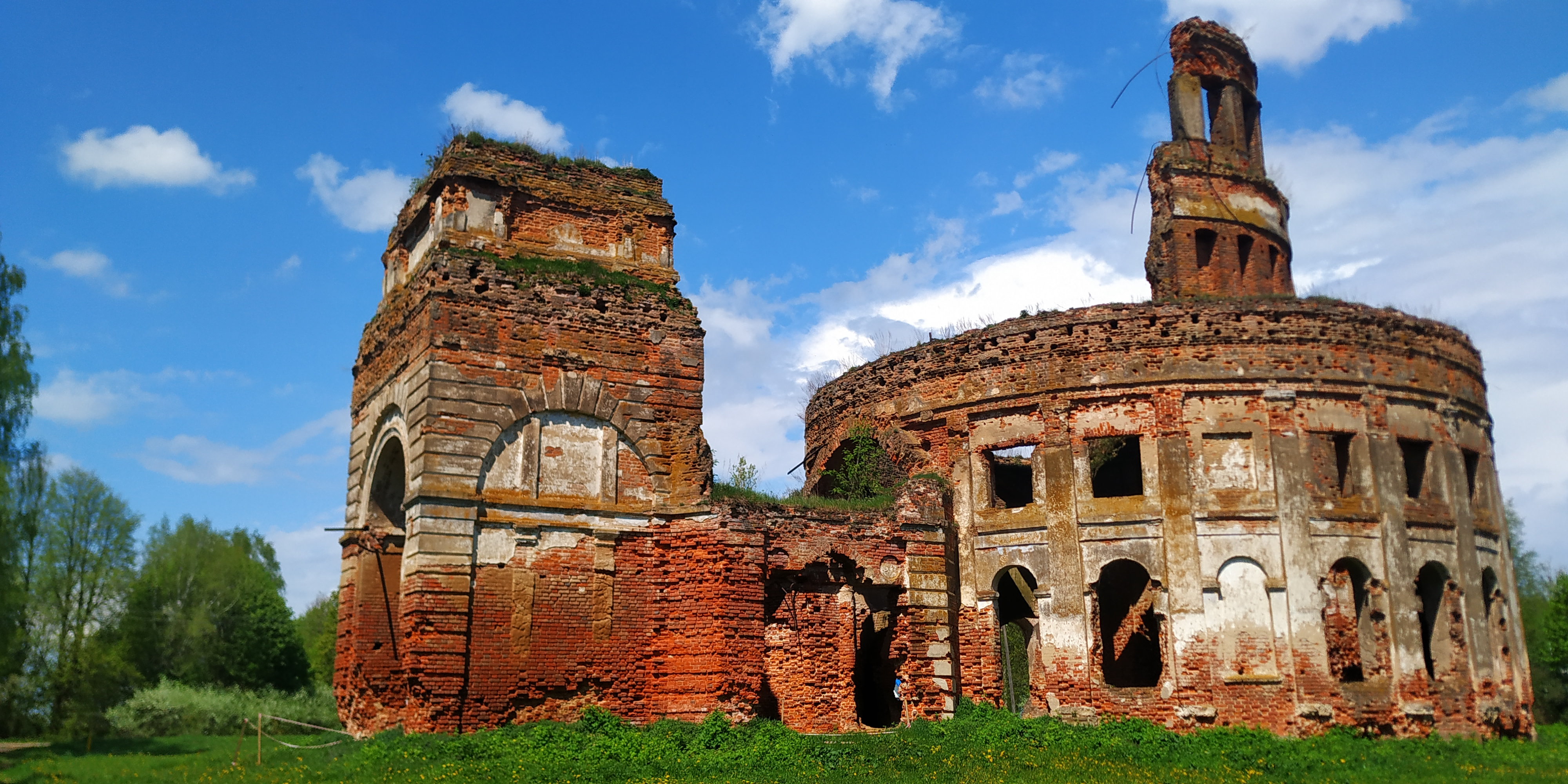
Покровский храм в 2021 г.